# 6740 Goff
6740 Goff (1993 GY) là một tiểu hành tinh vành đai chính được phát hiện ngày 14 tháng 4 năm 1993 bởi Shoemaker, C. S. ở Palomar.